# Wędrówki ptaków

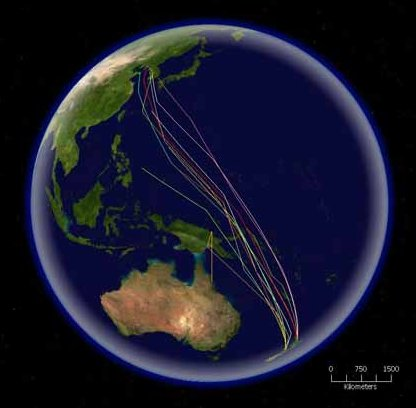
Trasy migracyjne śledzonych satelitarne szlamników, najwytrwalszych wędrujących ptaków

Wędrówki ptaków (migracje) – zjawisko przemieszczania się ptaków między dwoma obszarami (lęgowisko i zimowisko) spowodowane zmianami warunków atmosferycznych i co za tym idzie niedostępnością pokarmu. W klimacie tropikalnym wędrówka jest spowodowana zmianami pór: suchej i deszczowej. Poza wyjątkowymi przypadkami na zimowiskach ptaki nie przystępują do lęgów.
Wędrówki mogą mieć także charakter lokalnych, określane są wtedy jako:
- żerowiskowe – czyli przemieszczanie się ptaków w miejsca obfitego występowania pokarmu,
- pionowe (np. pomurnik w Tatrach),
- pogodowe (np. u jerzyków).

Takie wędrówki noszą miano koczowania. Specyficznym typem wędrówki jest inwazja, występująca nieregularnie u ptaków, które są monofagami.
Skłonność ptaków do wędrówki jest utrwalona dziedzicznie. Krótko przed okresem wędrówki ptaki osiągają dojrzałość wędrówkową.
Wędrówka ptaków jest możliwa dzięki ich wrodzonym umiejętnościom do orientacji i zdolnościom do osiągania wspomnianej już dojrzałości wędrówkowej.
Wiele gatunków ptaków migruje, aby wykorzystać optymalnie podaż pokarmu, jak również dogodne warunki rozrodcze. Oba aspekty związane są z różnicami temperatur w poszczególnych porach roku na różnych szerokościach geograficznych. Istnieje kilka typów wędrówek charakterystycznych dla różnych grup ptaków.

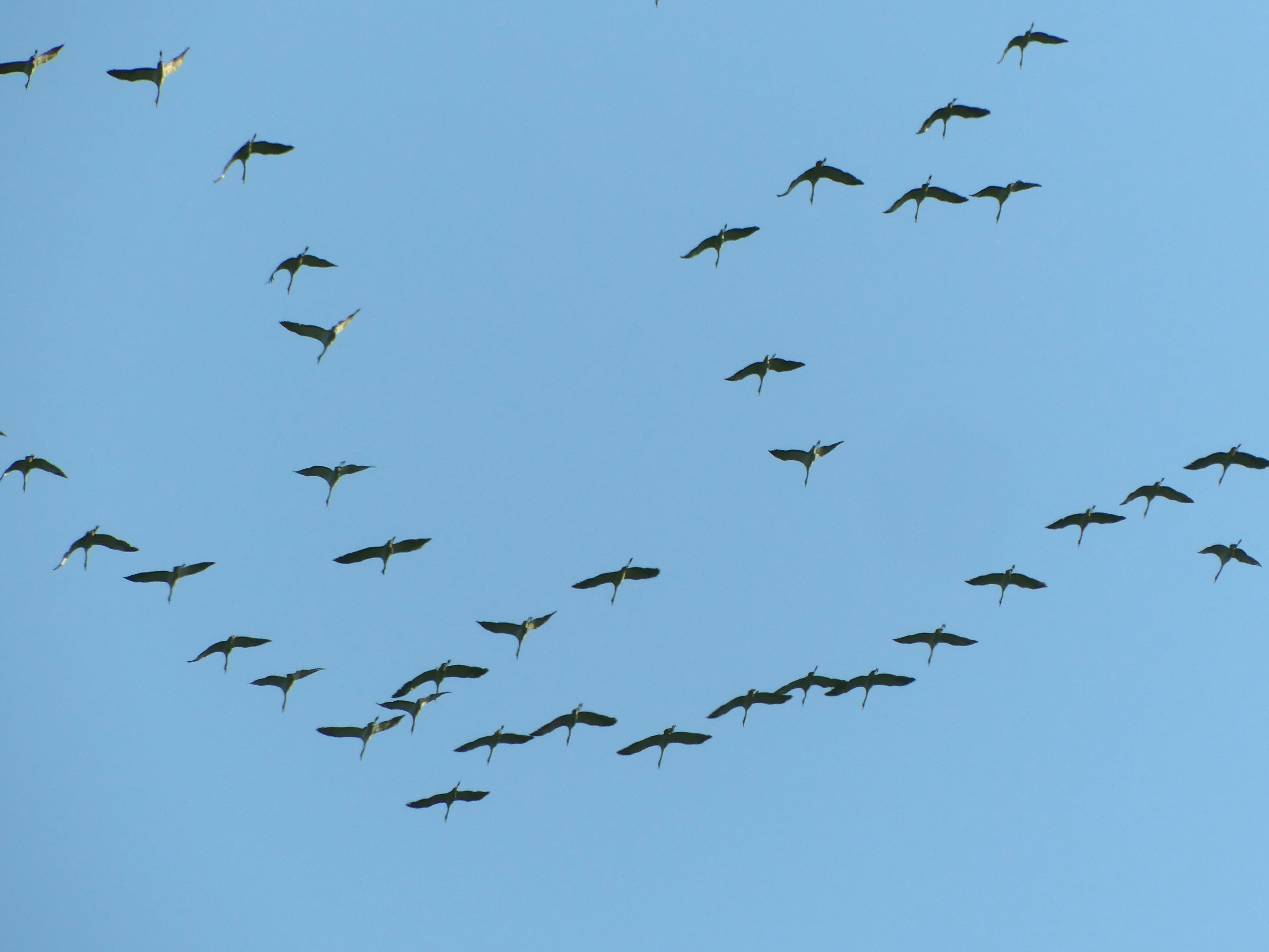
Żurawie zwyczajne, klucz 129 ptaków w czasie odlotu z Polski

## Wędrówki dalekodystansowe
Wiele ptaków lądowych, siewkowych czy wodnych podejmuje roczne, dalekodystansowe migracje, wywoływane najczęściej przez zmiany długości światła dziennego i warunki pogodowe. Te grupy spędzają sezon rozrodczy w rejonach klimatu umiarkowanego lub subpolarnego, podczas gdy pozostały okres życia – w rejonach tropikalnych lub na przeciwległej półkuli. 
Przed migracją ptaki zwiększają wyraźnie zapasy tłuszczu w organizmie oraz zmniejszają niektóre ze swoich organów wewnętrznych. Wędrówki są bardzo wymagające, jeśli chodzi o zapotrzebowanie na energię, w szczególności jeśli ptaki muszą przelatywać nad obszarami pustynnymi albo oceanami, bez możliwości uzupełnienia rezerw i regeneracji sił. 
Lecąc, ptaki lądowe potrafią pokonywać dystanse ok. 3000 km, a siewkowe najczęściej do 4000 km, chociaż szlamnik zdolny jest do nieustannego lotu sięgającego aż do 10 200 km. Również ptaki morskie udają się w dalekie wędrówki. Najdalszą roczną migrację przypisuje się burzykowi szaremu, który gnieździ się w Nowej Zelandii i w Chile, a lato spędza na półkuli północnej, żerując na Oceanie Spokojnym u wybrzeży Japonii, Alaski i Kalifornii. Jego roczna wędrówka wynosi ok. 64 000 km. 
Inne morskie ptaki rozprzestrzeniają się po okresie rozrodczym, wędrując dookoła bez określonych tras migracyjnych. Albatrosy, gnieżdżące się na wybrzeżach Oceanu Antarktycznego, w okresie pozarozrodczym podejmują często wędrówki wokół bieguna południowego. 
Wiele gatunków odbywa dalekodystansowe wędrówki tworząc formacje zwane kluczami, które pomagają ptakom w oszczędzaniu energii potrzebnej do lotu.

## Wędrówki krótkodystansowe
Część gatunków podejmuje krótsze wędrówki, migrując jedynie, aby uniknąć złych warunków pogodowych i niedostatecznej podaży pokarmu. Do takich koczujących gatunków należy jemiołuszka, która może pojawić się w pewnych obszarach w jednym roku, i nie pojawić się tam w następnym. Istnieją gatunki, których osobniki z regionów bardziej wyeksponowanych na niskie temperatury wędrują na krótkie dystanse, dołączając do osobników tego samego gatunku, bytujących w bardziej dogodnych klimatycznie regionach. 
Są również gatunki, u których jedynie część populacji migruje – najczęściej są to samice i niedominujące samce. W niektórych regionach takie migracje części populacji mogą zachodzić na dużą skalę – w Australii badania wykazały, że 44% gatunków niewróblowatych oraz 32% wróblowatych to ptaki, których populacje częściowo migrują. 
Innym rodzajem krótkich wędrówek są migracje wysokościowe, podejmowane przez pewne gatunki, jak np. pomurnik. Spędzają one okres rozrodczy na położonych wyżej terenach górskich, a podczas niedogodnych warunków zimowych ograniczających podaż pokarmu zlatują na niższe poziomy.

Gwiazda Polarna i położenie konstelacji gwiazd wokół niej są kompasem dla ptaków wędrujących nocą

Niektóre gatunki są nomadyczne, nie przywiązują się do określonego terytorium i dopasowują swoje wędrówki do warunków pogodowych i żywnościowych. Przykładem może być rodzina papugowatych, z której gatunki przeważnie nieregularnie wędrują na krótkie dystanse, koczując, zalatując albo rozpraszając się.

## Orientacja ptaków
Zdolność ptaków do powrotu w dokładnie te same miejsca po długodystansowych wędrówkach jest znana dzięki eksperymentowi, który został przeprowadzony w latach 50. XX w. – wypuszczony w Bostonie (USA-Massachusetts) osobnik burzyka popielatego powrócił do swojej kolonii w Skomer (Wielka Brytania-Walia) w przeciągu 13 dni, pokonując dystans 5150 km. 
Podczas migracji ptaki posługują się różnymi metodami orientacji. Dla gatunków migrujących dniem punktem orientacyjnym jest słońce, dla nocnych wędrowców – gwiazdy. Ptaki orientujące się za pomocą słońca rekompensują zmiany jego pozycji na niebie wewnętrznym wyczuciem czasu. Natomiast w nocnej orientacji ptaki kierują się położeniem gwiazd wokół Gwiazdy Polarnej. Dodatkowo zdolności czytania gwiazd wspierane są u niektórych gatunków przez zmysł wyczuwania geomagnetyzmu za pomocą specjalnych magnetoreceptorów.

## Podział ptaków ze względu na charakter wędrówek
Ze względu na prowadzony tryb życia, mający bezpośredni związek z podejmowaniem przez nie wędrówek, ptaki dzieli się na:
- osiadłe – ptaki, które przez cały rok przebywają w swoich terytoriach, gdzie się gnieżdżą, wyprowadzają lęgi i zimują. W związku z koniecznością zdobywania pożywienia niekiedy odbywają w okresie jesienno-zimowym lokalne wędrówki, po czym powracają na swe lęgowiska. Do tej grupy ptaków zaliczamy m.in. dzięcioły, większość sów, trznadla, dzwońca, srokę, kuropatwę, cietrzewia, głuszca, jarząbka.

- wędrowne – ptaki, które wiosną i jesienią odbywają wędrówki pomiędzy lęgowiskami a zimowiskami. Przyczyną migracji jest niedostępność pokarmu w okresie zimowym. Ptaki mogą wędrować na krótkich dystansach, np. z północnej do zachodniej Europy (m.in. skowronek, czajka, rudzik) lub na długich dystansach, np. z Europy do Afryki (m.in. bocian biały, jaskółki, jerzyk, wilga).

- koczujące – ptaki, które w okresie zimowym przemieszczają się do obszarów z większą ilością pokarmu, koczując w danym miejscu do czasu wyczerpania zasobów pokarmowych, a potem lecąc dalej. Wędrówki takie często odbywane są w stadach i nie mają określonego kierunku. Gatunkami koczującymi są np. jemiołuszka, sikora sosnówka.

Ze względu na charakter występowania ptaków na danym obszarze, można je podzielić następująco:
- lęgowe – ptaki, które przylatują na wiosnę w celu odbycia lęgów, a jesienią odlatują na zimowiska. W Polsce są to np. kos, kowalik, derkacz, myszołów.

- przelotne – ptaki, które przez dany obszar przelatują podczas wiosennych lub jesiennych wędrówek, niekiedy zatrzymując się na krótko, by żerować. W Polsce są to np. gęś białoczelna, górniczek, siewnica.

- zimujące – ptaki, które na dany obszar przylatują jesienią, a wiosną odlatują z powrotem na lęgowiska. Dla Polski są to np. myszołów włochaty, gęś zbożowa, jer, czeczotka. Wiele gatunków ptaków w okresie zimowym może występować bardziej licznie, jak np. gawron, czyżyk, gil – są to ptaki lęgowe w Polsce, ale zimą przylatują dodatkowo liczne osobniki z północy czy wschodu Europy.

- zalatujące – ptaki, które pojawiają się na danym obszarze sporadycznie. Dla Polski są to np. warzęcha, mewa blada, zaroślówka.

- przypadkowo zalatujące – należą do nich gatunki ptaków, które zalatują na dany obszar wyjątkowo i nielicznie, zagnane burzami, wiatrami lub zabłąkane. Dla Polski są to np. żuraw stepowy, nurzyk polarny, jerzyk alpejski.